# KWAW
KWAW（100.3 FM，“Magic 100.3”）是一个位于北马里亚纳群岛的当代都市音乐电台。由Leon Padilla Ganacias开办。发射台位于塞班岛，可覆盖整个北马里亚纳群岛，在1991年1月15日开播。它在美国联邦通信委员会登记呼号为KWAW。